# Aquamare
L'Aquamare est un gratte-ciel de la ville de Panama, au Panama.

## Historique
L'Aquamare, est un bâtiment situé à Punta Pacifica (es) qui a été achevé en 2008.